# Xavexécia

Armênia em 150. Gogarena situa-se ao norte

Xavexécia (em latim: Savesetia; em armênio: Շավշեթ, Šawšēt’; em georgiano: შავშეთი, Šavšet'i), segundo a Geografia de Ananias de Siracena (século VII), foi um gavar (cantão) da província de Gogarena. Hoje parte da região turca de Şavşat, estava no curso superior do rio Chavechuri (atual Imerquevi), a leste de Nigali e oeste das montanhas Arsiani, e limitada ao norte por Ajária; tinha 1 045 quilômetros quadrados. 
Pertencia ao Ducado de Colarzena da Ibéria farnabázida, mas foi tomado pela Armênia artaxíada e arsácida, onde foi integrada em Gogarena. Em 363/87, quebrou seu vínculo com a Armênia e foi reintegrada na Ibéria. O sultão seljúcida Alparslano (r. 1063–1072) invadiu Xavexécia no século XI.